# Glenea viridipennis
Glenea viridipennis là một loài bọ cánh cứng trong họ Cerambycidae.